# Sint-Vituskerk (Stiens)
De Sint-Vituskerk is een kerkgebouw in Stiens in de Nederlandse provincie Friesland.

## Beschrijving
De kerk was oorspronkelijk gewijd aan Sint-Vitus. De eenbeukige kerk heeft een schip van tufsteen uit de 12e eeuw. In de zadeldaktoren uit de 16e eeuw hangen drie klokken. Een klok uit 1381 van een onbekende gieter met een diameter 105 cm en 810 kg zwaar, een klok uit 1509 van Arent van Wou 136 cm en 1587 kg en een door Gregorius van Hall gegoten klok uit 1607 van 124 cm en 1210 kg. De ruimte in de toren is nu consistoriekamer. Het koor werd in de 13e en 19e eeuw gewijzigd. De toren werd in 1957 gerestaureerd en de kerk in de jaren 1974-1976. Het gebouw is een rijksmonument.
Het interieur wordt gedekt door een houten tongewelf (16e eeuw). Er zijn drie herenbanken Op een wapenbord (1635) zijn wapens afgebeeld van de families Dekema, Van Burmania en Van Cammingha. Het doopvont is afkomstig uit de gesloopte OLV Ten Hemelopnemingkerk (1966) in Wijtgaard. Het orgel uit 1830 is gemaakt door Van Dam.

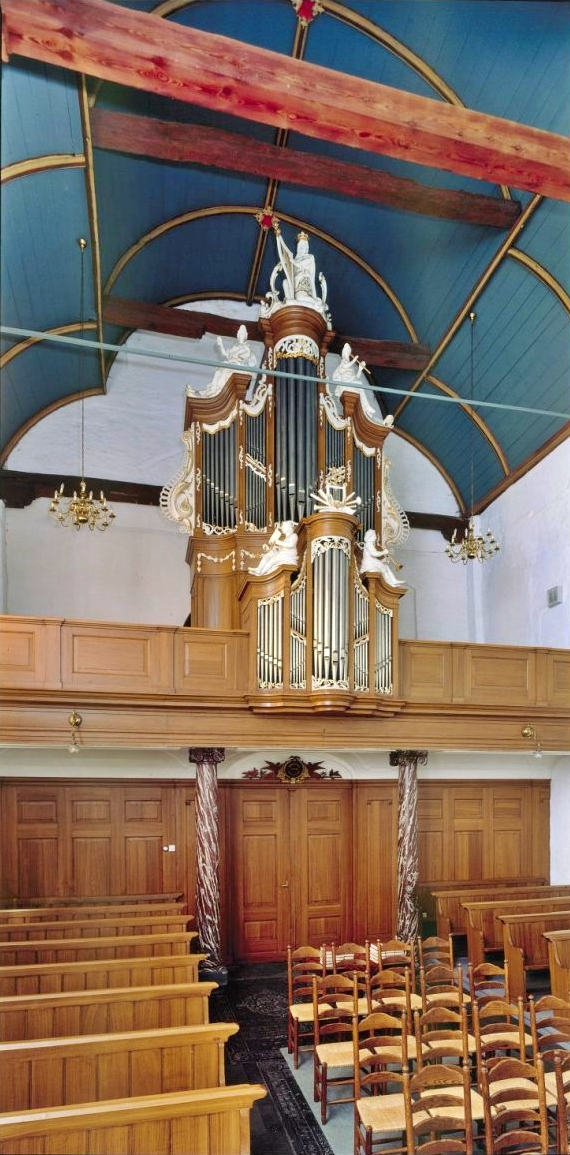
Interieur met orgel
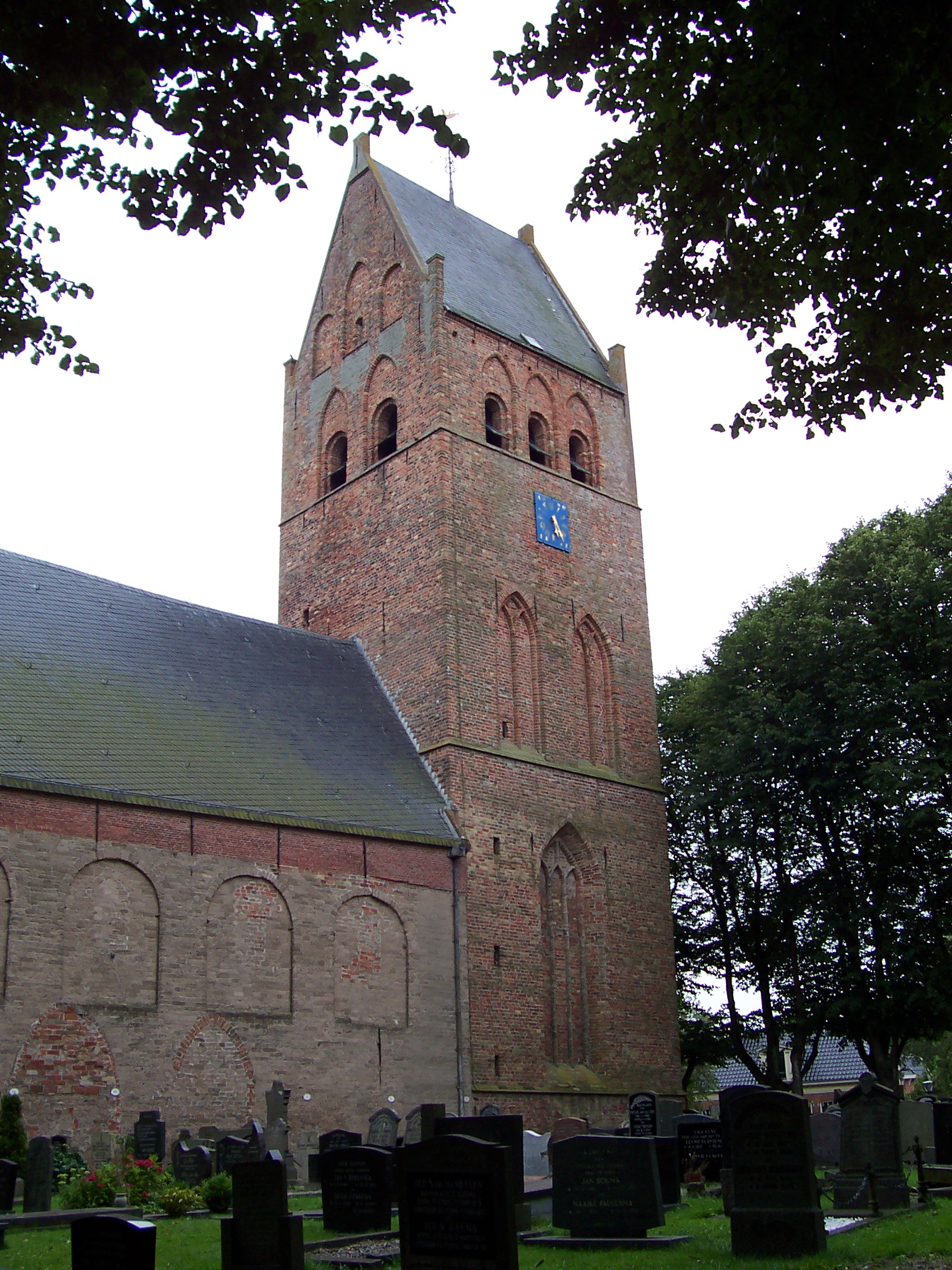
Kerktoren noordzijde